# Ceratocanthus relucens
Ceratocanthus relucens är en skalbaggsart som beskrevs av Bates 1887. Ceratocanthus relucens ingår i släktet Ceratocanthus och familjen Hybosoridae. Utöver nominatformen finns också underarten C. r. mexicanus.